# 告訴蜜蜂
{{{annotations}}}
“ 告訴蜜蜂 ” 是许多欧洲国家的传统，在这传统的影響下，饲养员会对蜜蜂诉说生活中的大事，如出生、结婚、离家和回家。
如果人们忽略或者忘记了这个传统，人们就会受到惩罚，如蜜蜂会离开蜂巢、停止生产蜂蜜或死亡。 

## 历史和起源
人们对这种传统的起源知之甚少，但有一些毫无根据的猜测认为这种做法可能源自古代爱琴海的人们关于蜜蜂连接自然世界和来世的能力的概念，或是人们因此受到启发。 
这传统在英格兰最为人所知，但在爱尔兰、威尔士、德国、荷兰、法国、瑞士、波希米亚和美国等地也有一些记载。     
 

在19 世纪中期的一份林肯郡报告指出：
在所有的婚礼和葬礼上，人们会给蜜蜂一块结婚蛋糕或葬礼饼干，同时告诉蜜蜂结婚或去世的一方的名字。如果蜜蜂不知道前者（结婚一方的名字），它们就会生气，而且会刺他们的身体，以及可及的每一个部位；如果他们对后者（去世一方的名字）一无所知，蜜蜂就会生病，其中很多都会死去。 
伊丽莎白二世女王去世后，皇家养蜂人约翰·查普尔向白金汉宫花園和克拉伦斯宫的蜜蜂通报了她的逝世和查理三世国王的登基。 
查普尔对媒体解释道：“‘ 若你敲了敲每个蜂巢，然后對蜜蜂说， ‘女主人死了，但你别走。因為你的主人會是個好主人。 ’” 

## 变化

### 死亡和葬礼
在家庭中死亡后，有几种方法可以通知蜜蜂并因此进行适当的哀悼。

这个过程在 1901 年塞缪尔·亚当斯·德雷克的作品中有所描述：
房子的女主人去用黑色挂起荨麻疹的架子，通常是哀悼的象征，她同时轻轻地哼着一些悲伤的曲子给自己。 
诺丁汉郡的一首“曲调”让女人（配偶或其他看护人）说：“主人死了，但你不要走；你的女主人会对你很好。” 在德国记录的另一个类似的演说是“小蜜蜂，我们的主死了；不要让我陷入困境。” 
另一种方法就是男户主靠近蜂巢并轻轻敲击蜂巢，直到“确保引起了蜜蜂的注意”，然后低声说“某某人——提到这个名字——已经死了”。 家门钥匙也可以用作门环。 
來自美國卡羅萊納山脈的一段描述說：「你敲了敲每一個蜂巢，然後說：『露西死了』」
蜜蜂也可以被邀请参加葬礼。  
如果养蜂人死亡，人們會把葬礼上的供品放在蜂巢留给蜜蜂，包括葬礼饼干和酒。 蜂巢将被抬高几英寸，然后与棺材同时放下。 蜂巢也可以旋转以面对葬礼队伍并用丧布覆盖。 
在比利牛斯山脉的某些地方，一种习俗中说到“将一件属于死者的旧衣服埋在蜂箱所在的长凳下，他们从不出售、赠送或交换死者的蜜蜂。” 
如果蜜蜂没有被告知家庭人员死亡，那么“严重的灾难”就会随之而来，不仅对有关家庭而且对任何要购买蜂巢的人来说都是如此。 例如，诺福克的一份记录讲述了一个家庭在拍卖会上从一位最近去世的农民那里买了一个蜂巢，因为蜜蜂没有“为他们已故的主人哀悼”，它们“生病了，而且没有可能会蓬勃发展。”然而，当新主人将“一块绉纱”系在一根棍子上并将其附在蜂巢上时，蜜蜂很快就恢复了，这一结果“毫不犹豫地归因于他们已经陷入哀悼”。 
1855 年，波希米亚作家Božena Němcová的小说Babička ( The Grandmother ) 結尾這樣說，「當我死了，別忘了告訴蜜蜂，這樣它們就不會死了！」

### 婚礼
虽然“向蜜蜂诉说”的做法最常与葬礼有关，但在某些地区，“向蜜蜂诉说”的做法会应用在家中的喜事中，尤其是婚礼。
在德国威斯特法伦州，有一种习俗认为，新婚夫妇去新家必须先向蜜蜂介绍自己，否则“他们的婚姻生活将很不幸”。 
苏格兰邓迪信使1950 年代的一篇文章描述了邀请蜜蜂参加婚礼的做法。 如果在家里举行婚礼，蜂房可能会被装饰，并会在他们的蜂房中留下一片结婚蛋糕。   